# Cylindromyrmex schmidti
Cylindromyrmex schmidti är en myrart som beskrevs av Menozzi 1931. Cylindromyrmex schmidti ingår i släktet Cylindromyrmex och familjen myror. Inga underarter finns listade i Catalogue of Life.